# Alhaurín el Grande
Alhaurín el Grande è un comune spagnolo di 17 764 abitanti situato nella comunità autonoma dell'Andalusia.